# Schwedensäule (Riedstadt)

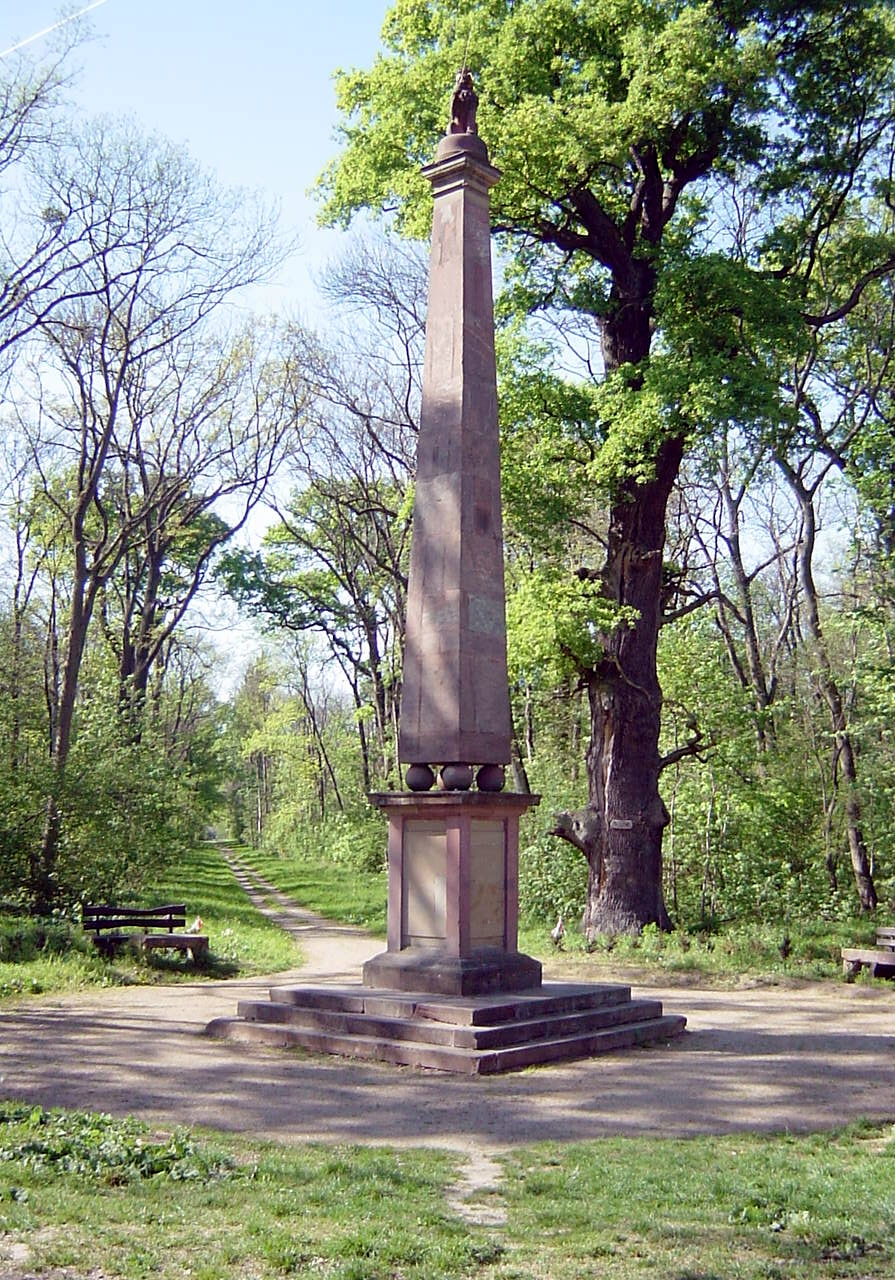
Schwedensäule von Süden

Schwedensäule. Dankaerts, Historis 1642

Die Schwedensäule ist ein Denkmal im Naturschutzgebiet Kühkopf-Knoblochsaue in Hessen. Sie erinnert an den Rheinübergang des Schwedenkönigs Gustav Adolf mit seinen Truppen im Dreißigjährigen Krieg am Hahnensand bei Erfelden am 21. Dezember 1631.
Die zwölf Meter hohe Säule wurde 1632 auf Befehl Gustav Adolfs durch den Festungsbaumeister Matthäus Staud errichtet.
Ludwig Bechstein beschreibt sie in seinem 1853 erschienenen Deutschen Sagenbuch als „eine hohe Säule auf vier Kugeln, die das Postament trägt, ruhend, in Form eines Obelisken. Auf der Spitze trug sie den sitzenden schwedischen Wappenlöwen mit behelmtem und gekröntem Haupt, in den Vordertatzen Schwert und Reichsapfel haltend.“ So stellt sich die Säule auch heute noch dar. Der Löwe schaut in die Richtung, nach der die Überfahrt erfolgte, des Kampfplatzes und des Schwedenfriedhofs. Allerdings befindet sich die Schwedensäule heute nicht mehr an ihrem ursprünglichen Standort. Sie wurde im 18. Jahrhundert wegen drohender Unterspülung landeinwärts versetzt.

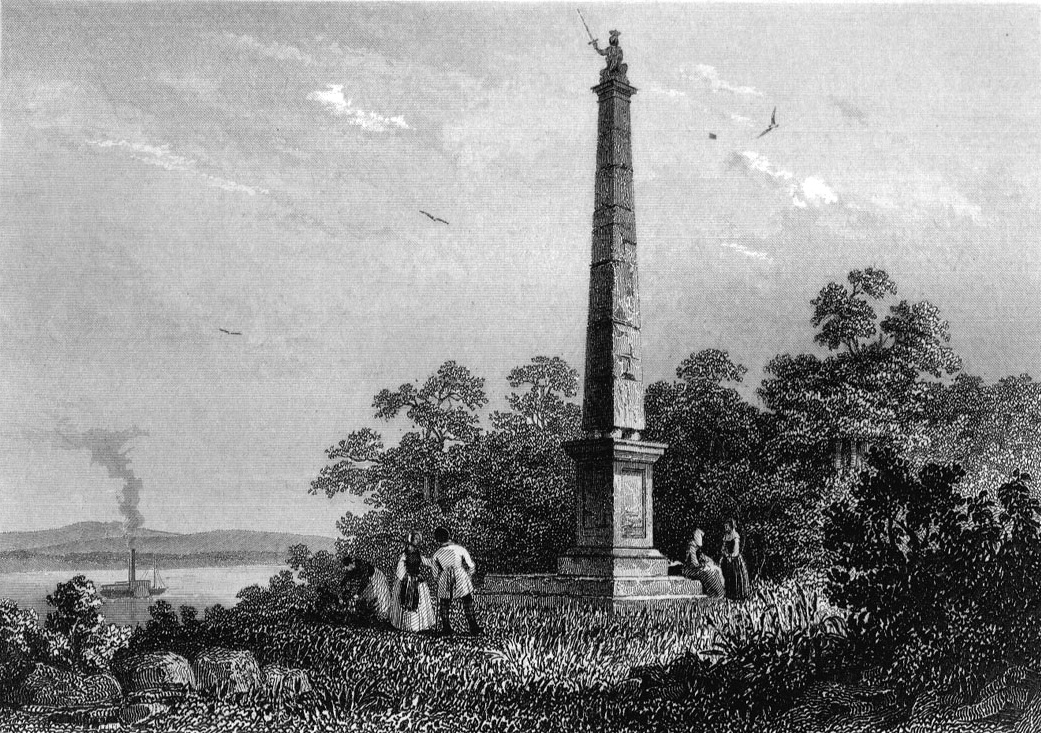
Schwedensäule, Stahlstich nach einer Zeichnung von Carl Schweich, 1849

Bechstein berichtet weiterhin, dass der schwedische König mit vier Begleitern den Rhein in einem kleinen Boot befahren und nahe dem linksrheinischen Oppenheim verschanzte spanische Einheiten ausgemacht habe. Jedenfalls hatten die Spanier auf der damals linksrheinischen Halbinsel Kühkopf Stellung bezogen, um Oppenheim als militärischen Vorposten zu schützen. Um mit seinen Truppen von der rechten Rheinseite über den Fluss zu gelangen, ließ Gustav Adolf die Scheunentore der örtlichen Bauern aushebeln und auf die wenigen verfügbaren Nachen montieren. Auf diese Weise setzten seine Truppen, mehrere tausend Mann Infanterie, dazu Reiter und Artillerie in unbekannter Stärke, aufs andere Ufer über. Der Übergang über den damals etwa 300 m breiten Rhein erfolgte an zwei Stellen. Es gelang den Schweden, Oppenheim im Sturm zu nehmen.
Dieser Rheinübergang gilt als eine der herausragenden militärischen Leistungen im Dreißigjährigen Krieg. Eine unmittelbare Folge war, dass Mainz in die Hände der Schweden fiel.
Aus diesem Grund wurde auch noch ein weiteres Denkmal gesetzt. Als nach dem Zweiten Weltkrieg überlegt wurde, welches Motiv die neuen Fenster der evangelischen Kirche von Stockstadt am Rhein haben sollten (die alten Fenster wurden bei einem Bombenangriff zerstört), fiel die Wahl unter anderem auf Gustav II. Adolf, weil er in Stockstadt als Befreier und Retter aufgenommen wurde.